# Tóhoku Sinkanszen
A Tóhoku Sinkanszen (japánul: 東北新幹線) egy kétvágányú, 25 kV 50 Hz-cel villamosított nagysebességű vasútvonal Japánban, amely 675 km hosszan fut Tokió és Sin-Aomori között. A kevésbé sűrűn lakott Tóhoku régión halad át Honsú sziget északi részén. Két mellékvonala van: a Jamagata és az Akita Sinkanszen. Az East Japan Railway Company (JR East) üzemelteti.

## Története
- 1971. november 28. – megkezdődik az építkezés a Tóhoku-vonalon
- 1982. június 23. – megnyitják az Ómija-Morioka szakaszt
- 1985. március 14. – megnyitják az Ueno-Ómija szakaszt
- 1991. június 20. – megnyitják a Tokió-Ueno szakaszt
- 1998 októbere – a Tókoku, Dzsóecu és Nagano Sinkanszenek fogadják a egy milliárdodik utast
- 2002. december 1. – megnyitják a Morioka-Hacsinohe szakaszt

### A Hacsinohe ésAomoriközötti szakasz
A Tóhoku Sinkanszen bővítése Hacsinohe és Aomori között 2010. december 5-én adták át a forgalomnak. Bár eredetileg 2011 tavaszára tervezték, már 2010 decemberben megnyitották az új vonalat, mely révén 8 év elteltével újabb szakasszal bővült a sinkanszen hálózat. A cél az volt, hogy a karácsonyi-év végi, illetve újévi hazautazási csúcsforgalomban már használható legyen az új vonal. A próbafutások alatt a nagyközönséget is beengedték az elkészült, de még nem üzemelő új végállomásra, hogy láthassák, ahogy befut az első vonat, ami egyébként egy felépítmény-mérőkocsi volt. Az új szakaszt 10 éven át építették.
Aomoritól már épül a Hokkaidó Sinkanszen nevezetű szakasz a Szeikan-alagúton át Hakodateig, majd Szaporroig.
A vonal megnyitása előtt, aki Tokióból észak felé tartott, vagy akár Hokkaidó szigetére igyekezett, Hachinohe-ig tudott jutni Sinkanszennel, mintegy 3 óra alatt, ott át kellett szállnia a hagyományos gyorsvonatra, ami előbb Aomoriig futott egy jó órát, ott irányt váltott, majd onnan a több mint 50 km hosszú, tenger alatti Szeikan-alagúton keresztül átjutott Hokkaidóra, Hakodate-ig, ahonnan már csak további 3 óra Szapporo, Hokkaidó fővárosa. Miután azonban elkészült az új shinkansen vonal, már Aomoriig járnak Tokióból a szuperexpresszek, és onnan kell csak továbbutazni hagyományos gyorsvonattal. Ez kb. egy órát rövidíthet az utazáson.
Aomori évtizedekig profitált abból, hogy itt kellett átszállni a Hokkaidó felé induló kompokra. A városban sok szálloda élt ebből valaha, még mielőtt a vasúti alagút megépült a tenger alatt. Amióta a megvan, az utasok java csak átutazik Aomorin, mert Tokió felől Hachinohéig eljön sinkanszennel, onnan meg hagyományos gyorsvonattal megy tovább Hokkaidóra. Most újra örülnek, hogy sinkanszen végállomás lettek, mert az átszállópont Hachinohe-ből ide kerül.
Azonban építik tovább a sinkanszent Hokkaidó felé. Bár Aomoritól Hakodatéig, a tervezett következő ideiglenes sinkanszen végállomásig nagyjából ugyanannyi a távolság, mint a hamarosan átadásra kerülő Hachinohe-Aomori szakaszon, a további hosszabbítás már 5 év alatt el fog készülni, ugyanis a tenger alatti 50 kilométeres Szeikan alagutat már 30 évvel ezelőtt úgy építették meg, hogy alkalmas legyen a sinkanszen közlekedésre, csupán a jelenlegi keskeny nyomtávú sínek mellé ki kell építeni egy harmadik sínszálat, amin a sinkanszenek egyik oldali kerekei futnak majd.
A vonalat hivatalosan Aomoriban nyitották meg, a Japánban szokásos módon, szalagátvágással, konfettiszórással és üdvzsivalgással.
A helyiek lelkesen örvendeztek, hogy 38 évvel a döntés után, hogy idáig érjen a szuprexpressz, megélték ezt a napot. Alig hiszik el, hogy a 675 km-re fekvő Tokióba 3 óra 20 perc alatt oda lehet érni. Régebben egy teljes éjszaka kellett hozzá.
Tokióban is vasútbarát hordák üdvözölték az első Aomori felé induló vonatot, és várták az első onnan érkezőt. És bizony várhattak, mert a vonat - rendkívüli módon - megkésett. Aomoriból még rendben elindult, de Moriokában, ahol összezár az Akita felől érkező vonatrésszel, technikai probléma adódott, és hallatlan 13 perces késést szedett össze.
A vonalat egyelőre nem tervezik továbbépíteni. De ha mégis, akkor azt már nem Tokohu shinkansen-nek, hanem valószínűleg Hokkaido-shinkansen-nek fogják hívni, és nem a JR East, hanem a JR Hokkaido fogja üzemeltetni.

## Járművek a vonalon
2010 februárjában az alábbi szerelvények futottak a vonalon:
- Sinkanszen 200-as sorozat: Yamabiko / Nasuno szolgáltatás
- Sinkanszen E2: Hayate / Yamabiko / Nasuno szolgáltatás
- Sinkanszen E3: Komachi / Tsubasa / Yamabiko / Nasuno szolgáltatás
- Sinkanszen E4: Max Yamabiko / Max Nasuno szolgáltatás

Tervezett szerelvények és szolgáltatások:
- Sinkanszen E5: 2011 nyarától
- Sinkanszen E6: Komachi szolgáltatás (2013 márciusától)